# Автошлях E57

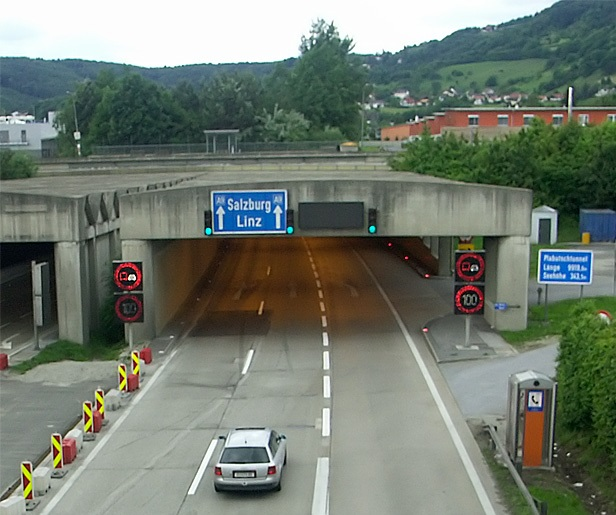
Тунель в Австрії

Європейський маршрут Е57 — європейський автомобільний маршрут категорії А в Центральній Європі, що з'єднує Заттледт (Австрія) і Любляну (Словенія).
Увесь маршрут є автомагістраллю. На австрійській ділянці маршруту є декілька тунелів, найдовший — 10 км. Загальна протяжність маршруту E57 становить близько 411 км, з котрих 264 км в Австрії, 147 км в Словенії.

## Міста, через які проходить маршрут
- Австрія: Заттледт - Ліцен - Санкт-Міхаель - Грац -
- Словенія: Марібор - Целє - Любляна

Е57 пов'язаний з маршрутами
|  | - E56 - E55 - E60 - E651 |  | - E66 - E59 - E61 - E70 |

## Див. Також
- Список європейських автомобільних маршрутів